# WASP-60
WASP-60 — звезда, которая находится в созвездии Пегас на расстоянии приблизительно 1423 световых лет от нас. Вокруг звезды обращается, как минимум, одна планета.

## Характеристики
WASP-60 была открыта с помощью орбитальной обсерватории Hipparcos в ходе проекта Tycho. Официальное открытие звезды было совершено 1997 году в рамках публикации каталога Tycho. Наименование звезды в этом каталоге — TYC 2767-1746-1. В настоящий момент более распространено наименование WASP-60, данное командой исследователей из проекта SuperWASP.
WASP-60 представляет собой звезду 12 видимой звёздной величины. Ранее считалось, что это жёлтый карлик, однако дальнейшие наблюдения показали, что звезда имеет другой спектральный класс: это жёлто-белый карлик класса F9. Её масса и радиус равны 1,07 и 1,14 солнечных соответственно. Температура поверхности звезды приблизительно равна 6105 кельвинов, один оборот вокруг своей оси она совершает за 20 с лишним суток. Возраст WASP-60 составляет 3,6 миллиарда лет.

## Планетная система
В 2011 году группой астрономов, работающих в рамках программы SuperWASP, было объявлено об открытии планеты WASP-60 b в системе. Это горячий газовый гигант, имеющий эффективную температуру 1320 кельвинов. Его масса равна 1,225 массы Юпитера. Планета обращается на расстоянии 0,05 а.е. от родительской звезды, совершая полный оборот за четыре с лишним суток. Открытие планеты было совершено транзитным методом.